# LTT 1445
LTT 1445是位於波江座的一個由三顆紅矮星組成的恆星系統，距離太陽22.3光年。主星擁有兩顆系外行星——一顆於2019年發現，每5.36天凌日一次，另一顆於2021年發現，每3.12天凌日一次，接近12:7的轨道共振。

## 恆星系統
系統中的所有三顆恆星都是 M-矮星，質量介乎0.16M☉和0.26M☉。LTT 1445 A和LTT 1445 BC 相隔約34個天文單位，相互繞行，週期約250年。BC對在偏心軌道 (e= ~0.5) 中大約每36年相互環繞一次。三顆恆星的排列和BC 對的邊緣軌道表明系統的共面性。凌日行星LTT 1445Ab的存在表明整個系統是共面的，軌道在一個平面上。
TESS 光變曲線顯示恆星耀斑和星斑引起的旋轉調製可能存在恆星 B 或 C 上。

## 行星系統
LTT 1445Ab於2019年6月由哈佛天體物理中心的天體物理學家利用凌日系外行星調查衛星的數據發現。 這顆行星可能由岩石組成，因為它的軌道靠近M 矮星，所以它的平衡溫度為433K(160 °C; 320 °F)。2021年7月，這顆行星的質量被測量為約2.87個地球質量，證實了它具有類似地球的成分。
第二顆行星 LTT 1445Ac 也在3.12天的軌道周期內被發現，質量為1.54個地球質量。雖然它也凌日於恆星，但它較小的尺寸使得在視向速度測量之前很難檢測到，並且仍然很難估計它的確切尺寸。這顆行星的存在在2022年得到確認，同時還有24.3天軌道週期上的第三顆候選行星。
值得注意的是，LTT 1445Ad 可能是類地行星，其整個軌道都在宜居帶中部附近。LTT 1445 Ad 是目前已知距離太陽最近的可能適合居住的系外行星，其接收母星的光度至少為太陽光度的0.2%，並且早於M5V光譜類型（儘管魯坦b更近，為地球日照的1.2倍，並且大氣密度明顯更高，其宜居性為更不確定）。
| 成員 (依恆星距離) | 质量               | 半長軸 (AU)              | 轨道周期 (天) | 離心率 | 傾角              | 半径                   |
| ----------------- | ------------------ | ------------------------ | ------------- | ------ | ----------------- | ---------------------- |
| c                 | 1.54+0.20 −0.19 M⊕ | 0.02656+0.00047 −0.00049 | 3.12390       | <0.223 | 87.43+0.18 −0.29° | >1.147+0.055 −0.054 R⊕ |
| b                 | 2.9+0.26 −0.25 M⊕  | 0.03805+0.00068 −0.00070 | 5.35877       | <0.110 | 89.68+0.22 −0.29° | 1.33+0.067 −0.060 R⊕   |
| d                 | 2.7+0.90 −0.71 M⊕  | 0.01043+0.00117 −0.0011  | 24.30388      | 低     | >88°              | ≥1.29(預計) R⊕         |